# 天通庵路
天通庵路是中華人民共和國上海市靜安區和虹口區的一條道路，西起西藏北路，東至寶山路。道路長約1700米。道路名稱來自於名為天通庵的廟宇。道路建於1917年。淞滬鐵路在天通庵路附近設有天通庵站。。
1923年，商務印書館在天通庵路通閣路附近設立印刷廠，現為商務印書館上海印刷股份有限公司。